# اولین لئو
اِوِلین لِئو (انگلیسی: Evelyne Leu؛ زادهٔ ۷ ژوئیهٔ ۱۹۷۶) اسکی‌باز نمایشی اهل سوئیس است.